# Gråsten Slot
Gråsten Slot er et slot i Gråsten i Sønderjylland. Det var i sin første udgave et lille jagtslot opført i midten af 1500-tallet. Efter at slottet nedbrændte i 1603 opførtes et nyt slot, der sandsynligvis har ligget, hvor det nuværende Gråsten Slots sydfløj står.

## Historie
Der er for få eller ingen kildehenvisninger i dette afsnit, hvilket er et problem. Du kan hjælpe ved at angive troværdige kilder til de påstande, som fremføres.

Graasten udsprang af den nærliggende herregård Søgaard, hvor Hans Limbek i midten af 1300-tallet havde udvidet sine marker til området omkring Graasten. Her blev der oprettet en lille avlsgård, der omkring reformationen (1536) blev ophøjet til en herregård. Først fra midten af 1500-tallet begyndte Graasten at optræde i kilder som et selvstændigt gods.
1550 var godset ejet af brødrene Franz og Gregers Ahlefeldt. Den yngste bror, Gregers Ahlefeldt, var meget velanset inden for hertugdømmernes adel. Han boede ofte på Graasten, hvilket dengang blot var en mindre avlsgård. Begge brødre faldt i kamp under Ditmarskertoget i 1559, hvorefter Gregers' søn, Hans Ahlefeldt, og Franz' datter, Dorothea Ahlefeldt, arvede fædrenes gods.
I løbet af sidste halvdel af 1500-tallet må Hans Ahlefeldt have købt Dorothea ud af Graasten. Hans ældste søn, Gregers Ahlefeldt, arvede godset ved farens død i 1580. Gregers Ahlefeldt var blot tre år, da han arvede godset. Først i 1593 blev han myndig og kunne regere over de store godsområder. Gennem byttehandler og ved rydning af store skovområder ved Graasten føjede han nye områder til sine besiddelser. Hermed blev det muligt for ham at skabe en form for stordrift på godset.
I 1603 flyttede han til Graasten og gjorde herregården centrum i sit omfattende gods. Han opførte en ny hovedbygning, der stod klar i 1616. Gregers Ahlefeldt anlagde, i forbindelse med byggeriet af Graasten, et teglværk, som skulle sikre leveringen af sten til byggeriet.
Da Gregers Ahlefeldt døde i 1616 arvede hans søn, Hans Ahlefeldt, Graasten. Hans Ahlefeldt var en dygtig adelsmand, der formåede at holde sig gode venner med den danske konge, den gottorpske hertug og ridderskabet i en tid, hvor alle parter lå i strid med hinanden. Hans Ahlefeldt deltog i Frederik III's (1609-1670) hyldning i 1648 og var aktiv inden for landbrugs- og skatteforhandlinger. Han var dog også kendt for at være en hård og hensynsløs godsejer, som udpinte sine bønder og lå i strid med egnens præster. Hans overdådige livsstil fik dog hans økonomi til at bukke under. I 1648 så han sig således tvunget til at sælge sine bedste godser, heriblandt Graasten.
Køberen var den glücksborgske hertug Philip. Han var interesseret i Graasten, da han hermed kunne udvide sine i forvejen omfattende godsbesiddelser i området. Philip var trettende barn af hertug Hans den Yngre og havde i 1622 arvet Glücksborg. Ligesom sin fader blev han en af egnens største godssamlere. I sin samtid blev han dog betegnet som en bondeplager, og han lå i stridigheder med sine brødre hertugerne af Sønderborg og Nordborg Alexander af Slesvig-Holsten-Sønderborg og Hans Adolf af Slesvig-Holsten-Sønderborg-Nordborg.
I 1652 besøgte den nye konge, Frederik III, ham på Graasten, men ellers nåede Philip ikke at få meget fornøjelse af sin nye ejendom. Under Karl Gustav-krigene (1657-1660) blev egnen voldsomt hærget af fjendtlige tropper. Philip så sig derfor i 1662 nødsaget til at sælge nogle godser fra for at overleve økonomisk. Køberen var Frederik Ahlefeldt, der var ejer af Gråsten Slot fra 1662 til 1682. Sønnen Carl Ahlefeldt opførte kort før år 1700 et barokslot, der nedbrændte i 1757. Opførelsen af det nuværende slot blev påbegyndt i 1759. Slottet blev genopført af Johann Gottfried Rosenberg i rokokostil.
Eventyrdigteren H.C. Andersen besøgte i november 1845 hertug Christian August II på Gråsten Slot. Under sit ophold på slottet skrev han "Den lille pige med svovlstikkerne" færdig og sendte det til sin forlægger i København. Det fortælles, at han skrev eventyret færdigt under den "tveede eg", som stadig kan ses ved "Store Dam" (den store karpedam mod nord). Opholdet var ikke en succes, idet de mange nationale spændinger gjorde ham utryg. Han opholdt sig på slottet i ni dage og rejste videre mod Tyskland med toget fra Flensborg til Altona.
Slottet har været i den danske stats eje fra 1921, hvor det blev frikøbt af hertug Ernst Augusts bo for 5.000.000 kr. Graastens avlsgård og hovedparten af landbrugsjorderne blev udstykket, mens skovene fortsatte som Gråsten Statsskovsdistrikt. Fra 1921 til 1935 blev slottet benyttet som bolig for statsembedsmænd, samt til bibliotek og domstol.
I 1935 blev brugsretten for Gråsten Slot givet som bryllupsgave til kronprins Frederik og kronprinsesse Ingrid. Efter en ombygning til ca. 430.000 kroner tog parret Gråsten Slot i brug den 20. august 1936. Det var den kendte sønderjyske fører J.P. Nielsen, som var den drivende kraft for at give kronprinseparret denne gave. Gråsten Slot var i Frederik 9. og dronning Ingrids levetid rammen om ferier og ophold hele året. I 1999 holdt dronning Ingrid jul for hele familien på Gråsten Slot. Efter dronning Ingrids død i 2000 overtog dronning Margrethe brugsretten til Gråsten Slot. I dag anvendes det som sommerresidens, typisk i 3 uger i juli/august.
Under anden verdenskrig blev Gråsten Slot indrettet som lazaret 

## Gråsten Slotskirke
Der er for få eller ingen kildehenvisninger i dette afsnit, hvilket er et problem. Du kan hjælpe ved at angive troværdige kilder til de påstande, som fremføres.

Gråsten Slotskirke i nordfløjen blev indviet i 1699. Selve bygningen er fra 1604. Frem til 1699 blev bygningen anvendt som lade og stald. I dag fremstår kirken som den største barokkirke nord for Alperne. Kirken er det eneste, der med de to pavilloner på hver side af kirken, er tilbage af Ahlefeldts gamle slot. Indretningen af kirken er efter ide af Jesuitterkirken i Antwerpen. Den blev hårdt medtaget under de slesvigske krige. Kirkerummet er rigt udsmykket med en stor, pompøs altertavle og ca. 80 malerier. Gråsten Slotskirke indeholder en alterdug syet af dronning Ingrid. Alterdugen dækker over, at en soldat under Treårskrigen indridsede kong Frederik 7.s våbenskjold i alteret samt en slange med "pikkelhue". Derover står "Hertug Landforræder".
Gråsten Sogn anvender slotskirken som sognekirke. Her afholdes gudstjenester, bryllupper og koncerter. Begravelser foregår fra kapellet på kirkegården. Kirken er i sommerperioden åben for publikum hver onsdag, lørdag og søndag kl 14-16 (dog ikke under kirkelige handlinger).

## Slotshaven
Der er for få eller ingen kildehenvisninger i dette afsnit, hvilket er et problem. Du kan hjælpe ved at angive troværdige kilder til de påstande, som fremføres.

Slotshaven er åben for publikum, når kongefamilien ikke residerer på slottet. Slotshaven, som vi kender i dag, er anlagt af dronning Ingrid. Den er en engelsk landskabshave, hvor have og natur glider sammen i en enhed. I dag er haven ikke i samme stand som i dronning Ingrids tid. Bl.a. er urtehaven kraftigt reduceret, ligesom staudebede og rosenbede ikke længere har fordums glans. Gråstenæblet, Danmarks nationalæble, skyldes Frederik Ahlefeldt den Yngre, som opdagede æblet på et kloster syd for Genève i slutningen af det 16. århundrede og bragte det med til Gråsten.
I slotshaven ligger der en lille bygning, som kaldes Prinsessernes Legehus, da de tre prinsesser (Margrethe, Benedikte og Anne-Marie) legede der i deres barndom.

## Gråsten Slotssø
Oprindelig var Gråsten Slotssø et nor, men blev i 1600-tallet afskåret fra Nybøl Nor ved anlæg af to dæmninger og omdannet til en ferskvandssø.
I 2009 afsøgte sportsdykkere bunden på Gråsten Slotssø. Blandt de ca. 150 fund var nogle tyske våben, der var blevet smidt i søen ved afslutningen af anden verdenskrig.

## Ejerrække
- – 1559	Gregers Ahlefeldt - Faldt i krigen i Ditmarsken
- 1559 – 1580	Hans Ahlefeldt - Søn af Gregers Ahlefeldt.
- 1580 – 1620	Gregers Ahlefeldt - Søn af Hans Ahlefeldt. Var 3 år gammel, da hans far døde. Han arvede jagtslottet, som nedbrændte 1603. Det nye slot byggede han på den anden side af fjorden i perioden fra 1604-1616.
- 1620 – 1648	Hans Ahlefeldt - Søn af Gregers. Foruden Gråsten Slot arvede han også halvdelen af Søgård. Hans søster blev gift med Frederik Ahlefeldt, der ejede den anden halvdel af Søgård. Grundet manglende midler solgte han i 1648 Gråsten Slot til hertug Philip af Glücksborg.
- 1648 – 1686	Hertug Philip til Glücksborg
- 1662 – 1686	Frederik Ahlefeldt - Frederik Ahlefeldt var søn af Berte og Frederik Ahlefeldt til Halvsøgård. Han købte i 1662 sin morbror Hans Ahlefeldts Halvsøgård samt Gråsten Slot af hertug Philip af Glücksborg. Frederik Ahlefeldt var både greve og storkansler. Storkansleren var kongens nærmeste rådgiver og nok den mest indflydelsesrige mand i Danmark.
- 1686 – 1708	Frederik Ahlefeldt (den yngre) - Arvede Gråsten Slot m.v. ved storkanslerens død. Han fortsatte sin fars byggeri og fuldførte det tredje og største Gråsten Slot.
- 1708 – 1725	Carl Ahlefeldt - Bror til Frederik Ahlefeldt den yngre. Han arvede det store smukke slot, men var ikke god til at forvalte de store midler. Ved sin død var han fallit, og hans bo blev solgt ved en auktion på Gottorp Slot.
- 1725 – 1754	Hertug Christian August I - Købte Gråsten Slot ved auktionen på Gottorp Slot og bragte Augustenborg-slægten til Gråsten.
- 1754 – 1794	Hertug Frederik Christian I - I 1757 nedbrændte det største tredje Gråsten Slot. Kun Slotskirken og 2 pavilloner undgik den omfattende brand. Slottet blev genopbygget, men dog kun som det "lille slot", der kendes i dag.
- 1794 – 1814	Hertug Frederik Christian II
- 1814 – 1852	Hertug Christian August II - Mistede Gråsten Slot til den danske stat i forbindelse med Treårskrigen.
- 1852 – 1862	Den danske stat
- 1862 – 1864	Grev Adam Gottlob Moltke-Huitfeldt - Havde Gråsten Slot i kort tid og solgte slottet grundet nederlaget til Preussen i 1864. Han solgte herefter til en yngre søn af hertug Christian August II, prins Christian af Augustenborg. Da Bismarck ikke ønskede augustenborgerne tilbage i Slesvig, solgte han det igen til sin far i 1864.
- 1864 – 1865 	Prins Christian August af Augustenborg
- 1865 – 1884	Friedrich der Achte - opholdt sig ikke på Gråsten Slot, og var lidet accepteret i området.
- 1884 – 1921	Hertug Ernst Günther
- 1921 – 1935	Den danske stat brugte slottet til offentlige kontorer, bibliotek og domstol samt bolig for statsembedsmænd. Slottet forblev i statens eje, men brugsretten blev overdraget til kongehuset.
- 1935 – 2000	Kong Frederik 9. og dronning Ingrid fik brugsretten over Gråsten Slot.
- 2000 – 	Dronning Margrethe 2. arvede brugsretten.

## Galleri
- Slottet set fra gårdhaven
- Slottet set fra porten
- Gråsten Slot
- Vagtafløsningen af livgarden
- Slotshaven
- Blodbøgen i slotshaven
- Slottet som det så ud i 1895